# Cryptotendipes tamacutus
Cryptotendipes tamacutus är en tvåvingeart som beskrevs av Sasa 1983. Cryptotendipes tamacutus ingår i släktet Cryptotendipes och familjen fjädermyggor. Inga underarter finns listade i Catalogue of Life.